# Raphaël Lenglet

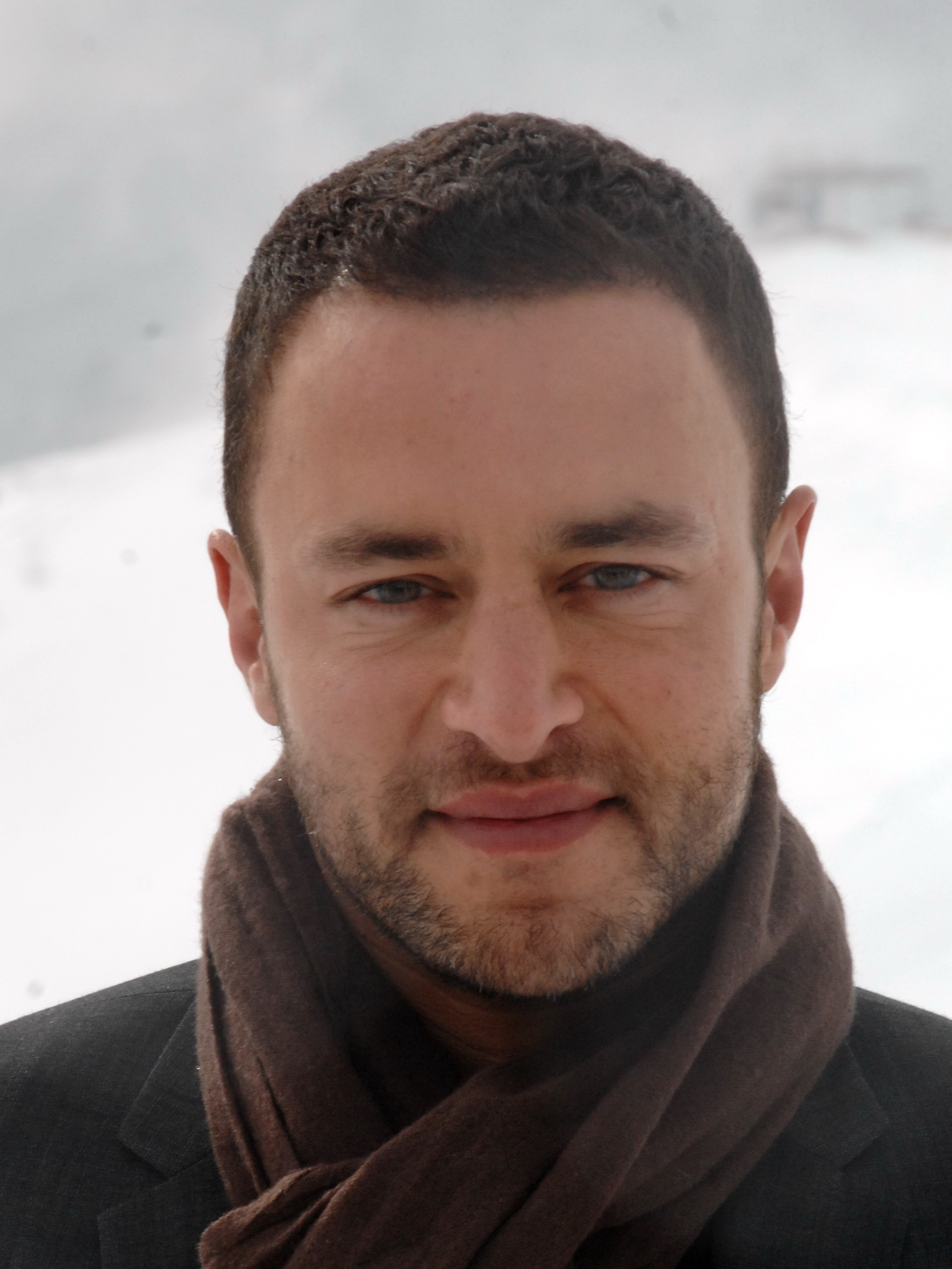
Raphaël Lenglet (2014)

Raphael Lenglet (* 21. Oktober 1976 in Metz) ist ein französischer Schauspieler und Filmregisseur.

## Leben
Raphaël Lenglet wuchs in der Picardie auf. Im Alter von 19 Jahren ging er nach Paris, um sich dort als Schauspieler ausbilden zu lassen. Er belegte Kurse bei dem belgischen
Regisseur, Dramaturgen und Cineasten Robert Cordier.
Weitere Filmangebote blieben jedoch aus, und er schlug sich in den nächsten Jahren mit Gelegenheitsjobs durch. Nachdem er bei den Produzenten von „Camera Café“ zwei Filmscripte eingereicht hatte, stellte ihn Yvan Le Bolloc’h, Autor und Regisseur der Serie, zunächst als Drehbuchautor ein und gab ihm dann eine kleinere Rolle in der Serie. Von 2006 bis 2010 spielte er in der von M6 produzierten Serie „Les Bleus, premiers pas dans la police“ einen Macho, der in einer Karriere bei der Polizei eine Chance sieht, dem MilIeu der Slums in den Banlieux, aus denen er stammt, zu entkommen.
2012 lernte er Charlotte de Turckheim kennen, die ihm in ihrem Film „Mince alors !“ die Rolle eines Callboy gab.
Seit 2013 verkörpert er in der französischen Fernsehserie Candice Renoir die Rolle von Capitaine Antoine Dumas. 2016 spielte er in Paul Verhoevens mehrfach preisgekröntem Film „Elle“ an der Seite von Isabelle Huppert und Virginie Efira einen Gigolo.
Lenglet hat in zwei französischen Fernsehserien Regie geführt: „En Famille“ (2014, eine Episode) und „Star Truc“ (2006, fünf Episoden).

## Filmografie (Auswahl)
- 2000: Là-bas... mon pays, Regie: Alexandre Arcady
- 2002–2003: Caméra Café, Fernsehserie
- 2003: Verlorene Seelen (Les marins perdus), Regie: Claire Devers
- 2006–2010: Les Bleus, premiers pas dans la police, Fernsehserie
- 2008: Home Sweet Home, Regie: Didier Le Pêcheur
- 2009: High Lane – Schau nicht nach unten! (Vertige), Regie: Abel Ferry
- 2012: Ziemlich dickste Freundinnen (Mince alors !), Regie: Charlotte de Turckheim
- seit 2013: Candice Renoir, Fernsehserie
- 2014: La Liste de mes envies, Regie: Didier Le Pêcheur
- 2016: Elle, Regie: Paul Verhoeven
- 2017: Maximilian – Das Spiel von Macht und Liebe, Regie: Andreas Prochaska